# Livron
Livron är en kommun i departementet Pyrénées-Atlantiques i regionen Nouvelle-Aquitaine i sydvästra Frankrike. Kommunen ligger i kantonen Pontacq som tillhör arrondissementet Pau. År 2022 hade Livron 364 invånare.

## Befolkningsutveckling
Antalet invånare i kommunen Livron
| Referens: INSEE |